# El Zapote de Chávez
El Zapote de Chávez är en ort i Mexiko. Den ligger i kommunen Ayutla och delstaten Jalisco, i den centrala delen av landet, 500 km väster om huvudstaden Mexico City. El Zapote de Chávez ligger 1 481 meter över havet och antalet invånare är 215.
Terrängen runt El Zapote de Chávez är kuperad åt nordväst, men åt sydost är den platt. Runt El Zapote de Chávez är det ganska glesbefolkat, med 23 invånare per kvadratkilometer. Närmaste större samhälle är Ayutla, 10,2 km söder om El Zapote de Chávez. I omgivningarna runt El Zapote de Chávez växer huvudsakligen savannskog.